# USS Piranha (SS-389)
Za druga plovila z istim imenom glejte USS Piranha.
USS Piranha (SS-389) je bila jurišna podmornica razreda balao v sestavi Vojne mornarice Združenih držav Amerike.
Med drugo svetovno vojno je podmornica opravila 6 bojnih patrulj.